# 동명왕편
《동명왕편》(東明王篇)은 고려 때 문인 이규보가 1193년(명종 23년)에 지은 5언체 서사시이다. 지은이의 문집 《동국이상국집》 중 〈전집〉의 제3권에 실려있다.
이 작품에 딸린 서문[幷序]에 따르면
1. 《구삼국사》(舊三國史)의 〈동명왕본기〉(東明王本紀)[1]의 내용은 깊이 알고 보면 요술이 아닌 성(聖)이요 귀신이 아닌 신(神)이라고 찬양하고,
2. 김부식이 《삼국사기》에서 동명왕 관계 기사를 생략해 버린 것을 비판하면서,
3. 자기는 고려가 본래 성인(聖人)의 나라임을 알릴려고

이 작품을 지었음을 밝혔다.

## 한국어 번역
- 조현설 옮김, 《동명왕편: 신화로 읽는 고구려의 건국 서사시》, 아카넷, 2019년 12월 31일

## 참고 자료
- 이 문서에는 다음커뮤니케이션(현 카카오)에서 GFDL 또는 CC-SA 라이선스로 배포한 글로벌 세계대백과사전의 내용을 기초로 작성된 글이 포함되어 있습니다. ㅇ 국립중앙도서관 코리안메모리 이규보의 <동명왕편>컬렉션